# Palais von Eliza Wielopolska

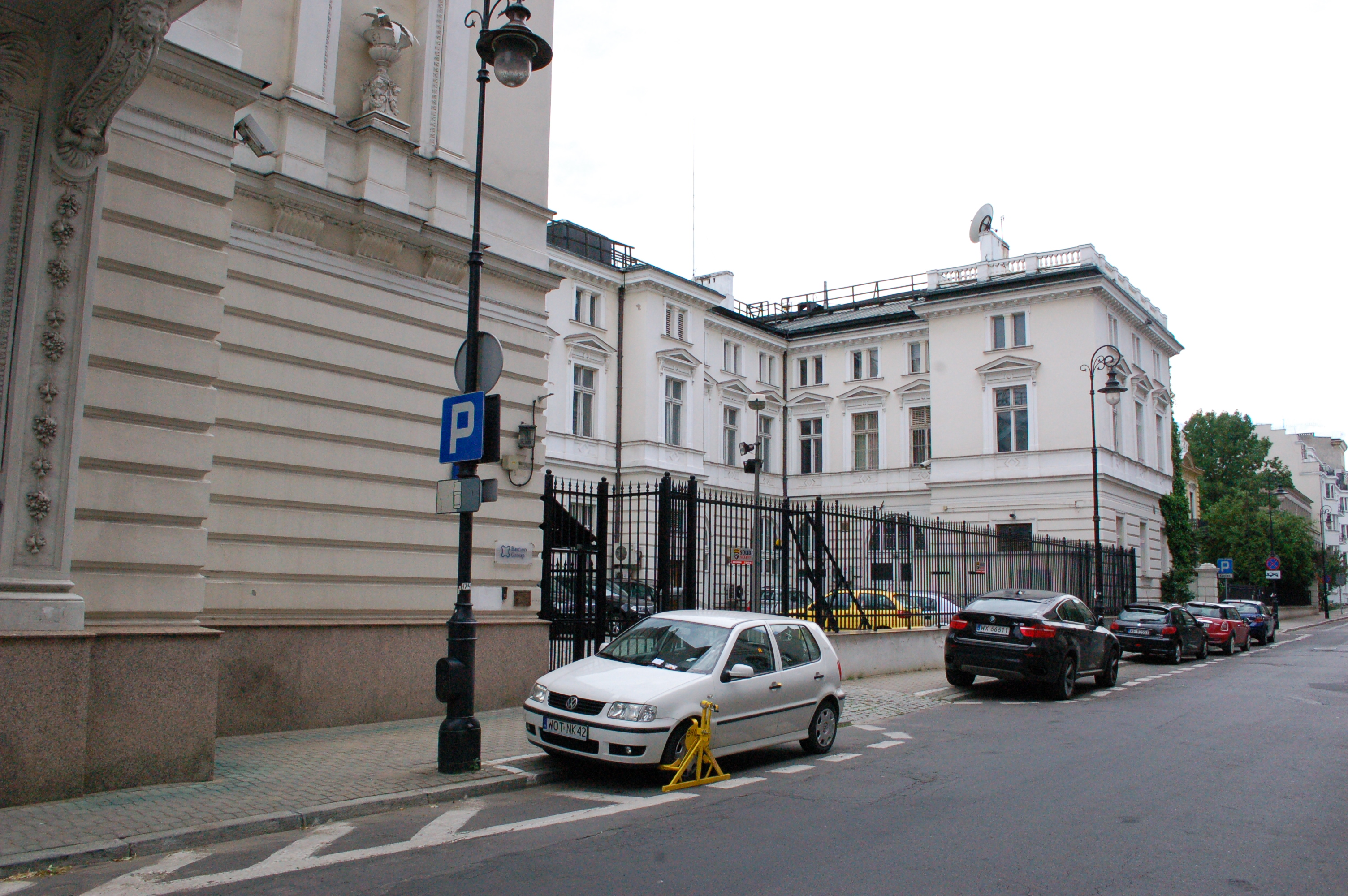
Das sich an der Aleja Róż erstreckende Gebäude

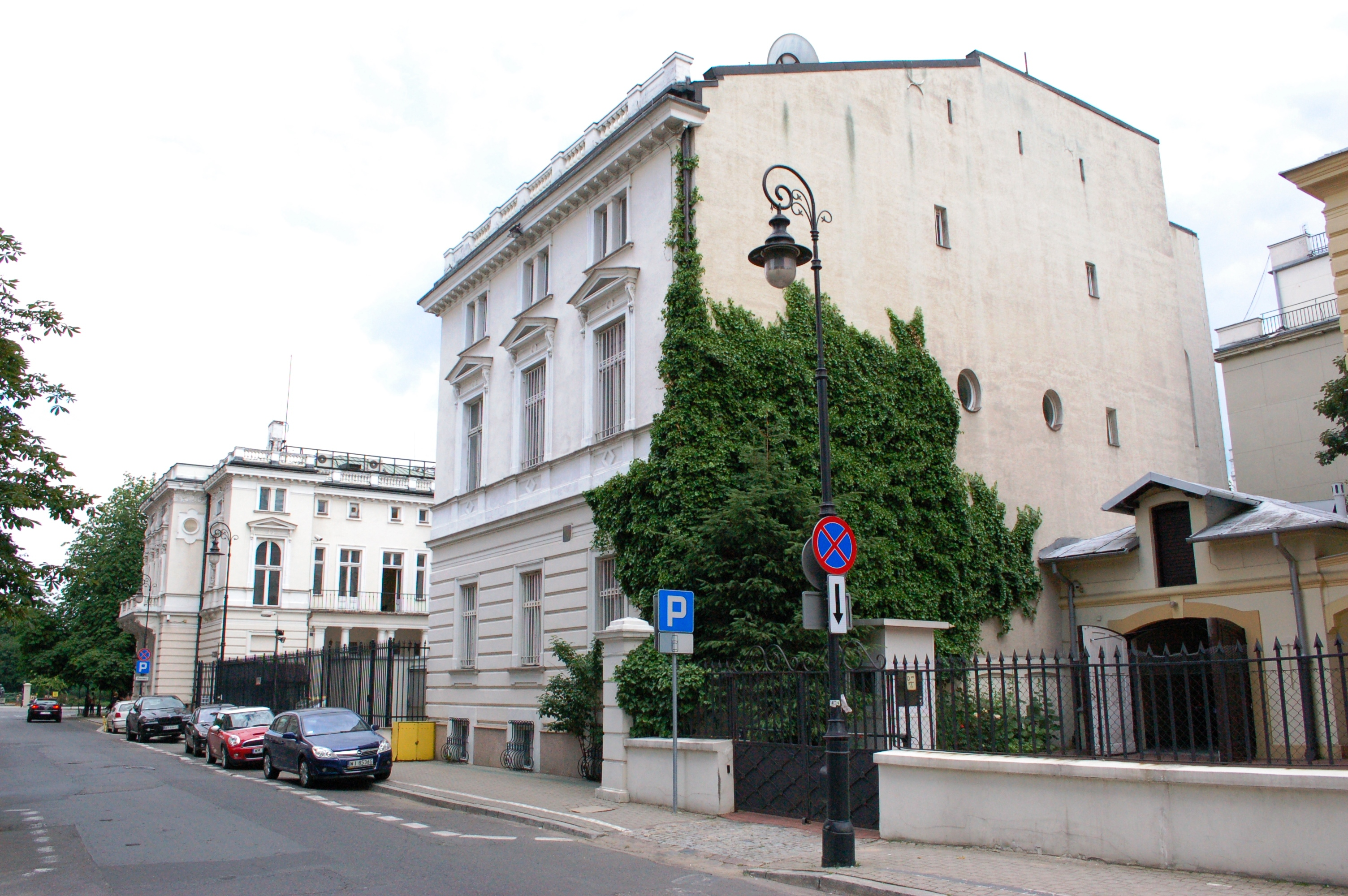
Die Westseite des Ensembles, hier die Rückseite des Hofabschlussgebäudes an der Al. Róż. Unmittelbar angrenzend befindet sich das kleine Garagengebäude der indischen Botschaft

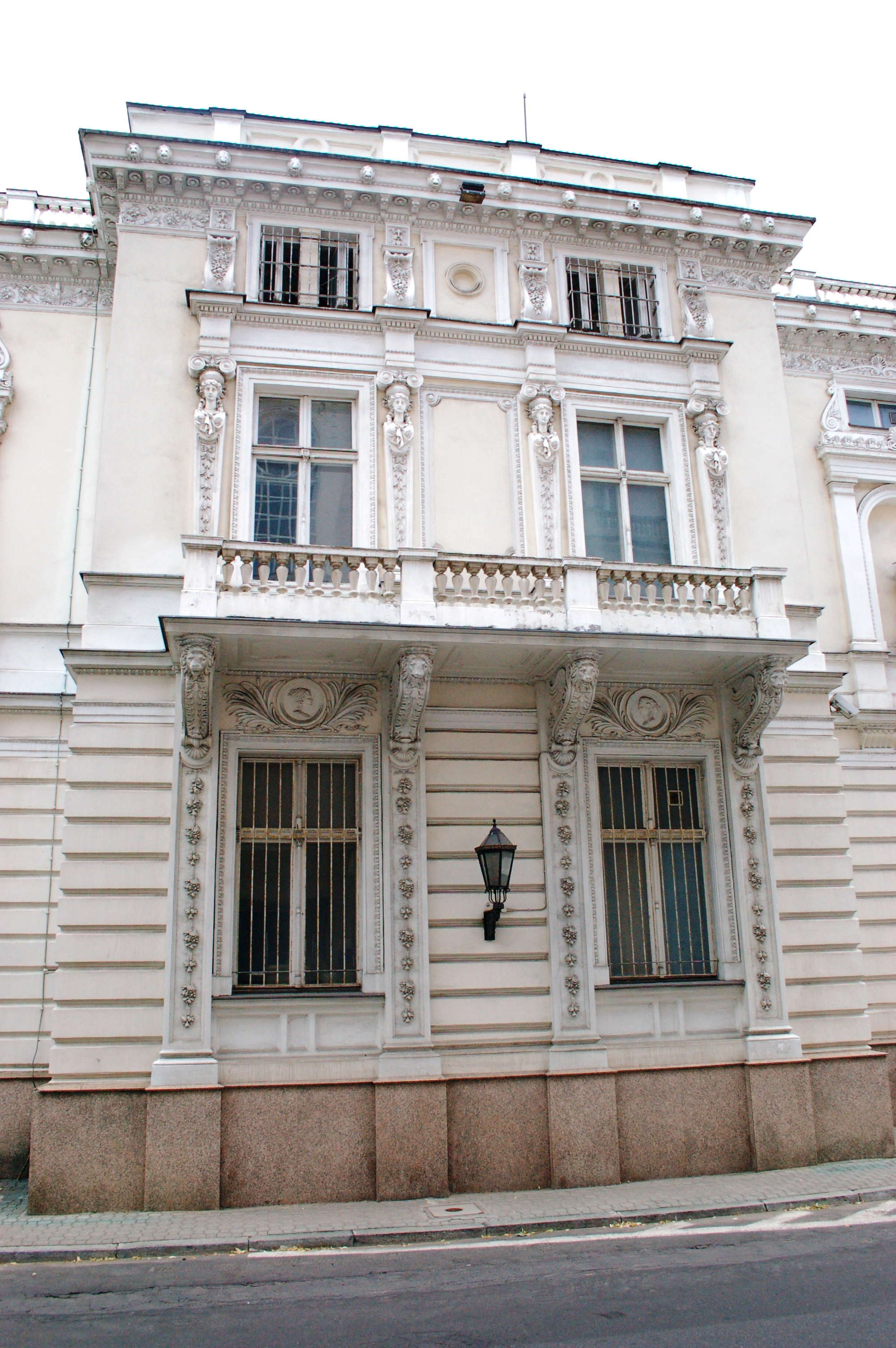
Risalit an Nordfassade

Das Palais von Eliza Wielopolska (polnisch: Pałacyk Wielopolskich, auch Willa Róż genannt) ist eine klassizistische Residenz in Warschau. Bis zum Zweiten Weltkrieg diente das Palais als Wohnsitz wohlhabender polnischer Aristokraten, danach war es bis in die 2000er Jahre Sitz der britischen Botschaft in Polen. Derzeit wird das Gebäude zu Bürozwecken genutzt.

## Lage
Das Palais liegt an der verkehrsreichen Warschauer Prachtstraße Aleje Ujazdowskie Nr. 15, in die hier die kleinere Aleja Róż aus westwärtiger Richtung einmündet. Der offizielle Zugang zum Objekt befindet sich dann auch an der Al. Róż (Nr. 1). Das Gebiet gehört zum Innenstadtdistrikt. Auf der gegenüberliegenden Seite des Palais liegt an der Al. Ujazdowskie der Park Ujazdowski. Im Süden schließt sich an das Grundstück der Sobański-Palast an, im Norden (gegenüber an der Al. Róż 2) das 1904 von Stanisław Grochowicz errichtete Szelechow-Haus (polnisch: Dom Szelechowa). In Verlängerung an der Al. Róż befindet sich die indische Botschaft Polens.

## Geschichte
Das Palais wurde in den Jahren 1875 bis 1876 nach einem Projekt von Józef Huss für einen leitenden Angestellten an der Polnischen Bank, Antoni Nagórny errichtet. 1877 wurde von der Stadtverwaltung eine kleine Seitenstraße angelegt, die nach einem hier zu der Zeit befindlichen Rosengarten benannte Aleja Róż. Damit wurde das Grundstück des Palais zu einem Eckgrundstück. In den folgenden Jahren hatte das Gebäude verschiedene Besitzer. Von 1898 bis 1932 war die Gräfin Eliza Wielopolska Eigentümerin, sie ließ den Innenbereich umfangreich umbauen.

„Der Palast der Markgräfin Eliza Wielopolska an der Ecke Ujazdowskie- und Roz-Allee wird innen vollkommen umgebaut, es wird elektrisches Licht gelegt usw. Im ganzen Haus sind also gegenwärtig die Arbeiten in vollem Gange und sollen erst Mitte des kommenden Monats abgeschlossen sein. Die seit gestern in unserer Stadt weilende Eigentümerin war also deshalb gezwungen, im Hotel Europejski zu wohnen.“

Den Zweiten Weltkrieg überstand das Palais als eines der wenigen Gebäude in der Lage weitgehend unbeschädigt. Nach einer Instandsetzung im Jahr 1948 bezog die vormals im während des Krieges zerstörten Branicki-Palast beheimatete britische Botschaft das Objekt. Obwohl bereits 1972 ein Grundstück für einen Botschaftsneubau erworben worden war, wurde das Wielopolska-Palais Mitte der 1980er Jahre renoviert und bis Ende der 2000er Jahre als Botschaftsgebäude genutzt. Wegen nicht ausreichender Räumlichkeiten war die Konsularabteilung in den 1980er Jahren bereits ausgelagert worden. Am 4. April 2008 wurde der Grundstein für den Botschaftsneubau in der Ulica Kawalerii gelegt, der im Jahr 2010 bezogen wurde. Das Palais wird seitdem als Büro vermietet.

## Architektur
Das zweigeschossige Gebäude besteht aus einem quadratischen Kernbau sowie einem rückseitig langgestreckten Nebengebäude auf einem rechteckigen Grundriss. Dieses Nebengebäude erstreckt sich entlang der südlichen Grundstücksgrenze und endet in einem die ganze Grundstücksbreite einnehmenden Abschlussgebäude. Dadurch entsteht an der Al. Róż ein mit einem Gitter von der Straße getrennter Innenhof. Das Grundstück ist annähernd komplett überbaut, nur zur Al. Ujazdowskie befindet sich ein kleiner Vorgarten. Das Palais ist in eklektistischer Bauweise gestaltet und trägt spätklassizistische Züge mit deutlichen Anklängen an die italienische Renaissance. Es zeigt starke  Ähnlichkeit mit der in seiner Zeit üblichen Berliner Architektur.